# Remedios Zafra Alcaraz
Remedios Zafra Alcaraz (Zuheros, Còrdova, 3 de novembre de 1973), és una escriptora i investigadora espanyola feminista.

## Biografia
Professora d'art, estudis de gènere i cultura digital a la Universitat de Sevilla i professora tutora d'antropologia social a la UNED, és autora d'obres com Ojos y Capital (2015); (h)adas. Mujeres que crean, programan, prosumen, teclean (2013) i Un cuarto propio conectado. (Ciber)espacio y (auto)gestión del yo (2010). La seva obra assagística ha obtingut el premi de les lletres El Público 2013 i el premi de comunicació de l'Associació de Dones Periodistes de Catalunya 2010, entre d'altres. Ha estat investigadora convidada en el Royal College of Art, la University of London, el Central Saint Martins College of Art and Design, la University of the Arts London, la Slade School of Fine Arts, la University College London, el Centre for the study of the networked image, la London South Bank University, el Instituto Tecnológico de Estudios Superiores de Occidente de la Universidad de Guadalajara, la Universidad Nacional de Colombia i la Universitat de Princeton.

## Trajectòria
Ha col·laborat en diverses revistes i espais editorials nacionals i internacionals especialitzats en art i cultura contemporània com aleph, artszin, Estudios Visuales o Papers d'Art. Des del 2003 fins al 2009 ha estat directora de la revista Mujer y cultura visual i entre 2003 i 2005 responsable de la secció "Arte" de Red Digital (MEC).
Entre 2005 i 2006 ha format part del grup de treball "Arte, Ciencia y Tecnología" de la Fundación Española para la Ciencia y la Tecnología (FECYT). També ha comissariat diversos projectoes sobre Art, Gènere i Tecnologia a Internet, entre ells: l'exposició de net.art "Violencia sin Cuerpos" dins del projecte interdisciplinar Cárcel de Amor. Relats culturals sobre la violència de gènere del Museo Nacional Centro de Arte Reina Sofía (MNCARS) en col·laboració amb el Centro de Arte Contemporáneo Párraga de Múrcia, Centro de Arte Contemporáneo de Almagro, Centre d'Art de la Panera, CAB de Burgos, Centro Museo Vasco de Arte Contemporáneo Artium, Filmoteca de Canarias i CaixaForum de Barcelona (2005-2006). El 2003 va comissariar la primera exposició de net.art sobre ciberfeminisme en castellà: Habitar a (punto)net (espai > f, Mataró, Barcelona). Ha dirigit el I Encuentro Internacional "X0y1" sobre gènere i ciberespai (CAAC, 2009); el curs "Ser/Estar en Internet. Dinámicas del sujeto conectado" (UAM, 2009); i el seminari "net.art (exergo)" (Mundos Digitales, A Coruña, 2004).
L'any 2010 va obtenir el Premi Bones Pràctiques de Comunicació no Sexista de l'Associació de Dones Periodistes de Catalunya per les iniciatives tecnològiques i el foment del periodisme digital a favor d'un equilibri no sexista.
El 2017 el jurat format per Jordi Gracia, Chus Martínez, Joan Riambau, Daniel Rico i l'editora Silvia Sesé, li concedeix el 45è Premi Anagrama d'Assaig a l'obra El entusiasmo. Precariedad y trabajo creativo en la era digital (Madrid, Editorial Anagrama, 2017).

## Obra
- Les Cartes Trencades. Espais d'igualtat i feminització en Internet (Institut d'Estudis D'Almeria 2000)
- Habitar en (punt)net (Còrdova, Universitat de Còrdova 2001)
- Netianas. N(h)acer dona en Internet (Madrid, Lengua de trapo, 2004)
- "X0i1 #assajos sobre gènere i ciberespai" (coord.) (Madrid, Briseño 2010)
- Un cuarto propio conectado. (Ciber)espacio y (auto)gestión del jy (2010) Madrid: Fórcola Edicions. Traduïda a l'italià Sempre connessi. Spazi virtuali i costruzione dell'io (Milà, Giunti 2012), i a l'anglès A connected room of one's own. (Cyber)space and (self)management of the self (2012).
- (h)adas. Mujeres que crean, programan, prosumen, teclean (2013) Editorial Páginas d'Espuma. Premi Màlaga d'Assaig 2012.
- Ojos y capital. (2015) Bilbao: Consonni.
- Los que miran (2016). Madrid: Fórcola.
- El entusiasmo. Precariedad y trabajo creativo en la era digital. (2017) Barcelona: Anagrama.